# Beit Amin
Beit Amin, en arabe : بيت أمين, est un village du gouvernorat de Qalqilya en Palestine. Il est situé à 8 km au sud-est de Qalqilya en Cisjordanie.
Selon le recensement du bureau central palestinien des statistiques, la localité compte une population de 1 279 habitants en 2017.